# 伊林齊

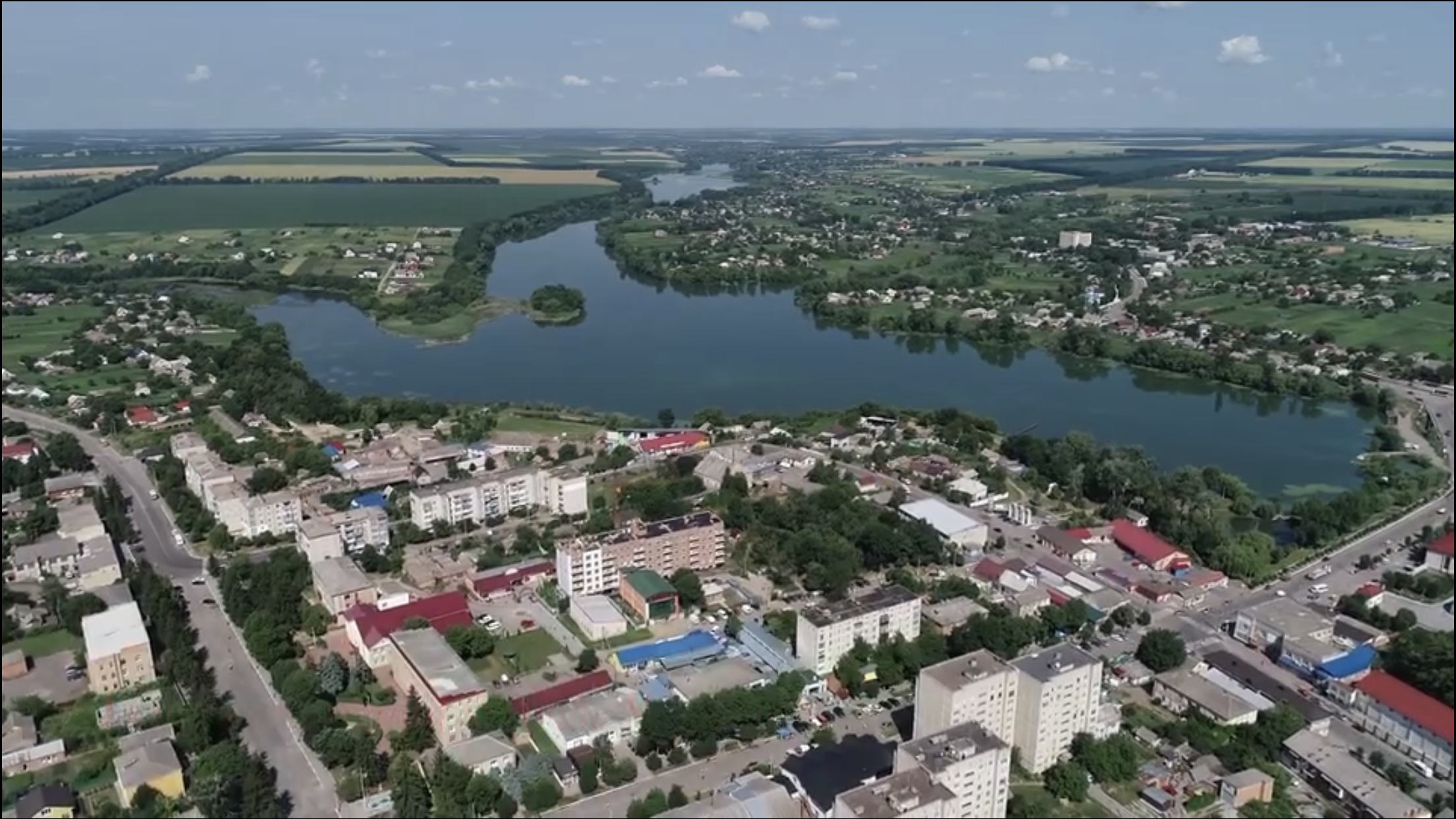
上空照

伊林齊（羅馬化：Illintsi；亦译为伊利因齐）是烏克蘭西部文尼察州文尼察區伊林齐市镇内的城市及行政中心。始建於1440年，面積10.87平方公里，2013年人口11,366，人口密度每平方公里1,045.63人。